# چو هیانگ-می
چو هیانگ می (انگلیسی: Cho Hyang-mi؛ متولد ۱۵ آوریل ۱۹۷۳) یک تکواندوکار اهل کره جنوبی است.
وی یک مدال طلا در مسابقات قهرمانی تکواندو در سال ۱۹۹۵ در کلاس سبک‌وزن، و یک مدال طلای دیگر در مسابقات قهرمانی تکواندو در سال ۱۹۹۷ بدست آورد. همچنین در مسابقات آسیایی ۱۹۹۸، و در مسابقات قهرمانی تکواندو جهان ۱۹۹۹ در ادمونتون نیز در کلاس سبک‌وزن، صاحب مدال طلا شد.